# 760年
| 千纪： | 1千纪 |
| 世纪： | 7世纪 \| 8世纪 \| 9世纪                                                                                    |
| 年代： | 730年代 \| 740年代 \| 750年代 \| 760年代 \| 770年代 \| 780年代 \| 790年代                                  |
| 年份： | 755年 \| 756年 \| 757年 \| 758年 \| 759年 \| 760年 \| 761年 \| 762年 \| 763年 \| 764年 \| 765年            |
| 纪年： | 庚子年（鼠年）；唐乾元三年，上元元年；南诏赞普钟九年；史思明顺天二年；日本天平宝字四年；渤海国大興二十三年 |

## 大事记
- 宋州刺史刘展调为淮南东、江南西、浙西三道节度。刘展疑唐廷此举，遂起宋州兵七千。

## 逝世
- 3月16日：菩提僊那，印度僧人。736年，跟隨唐朝僧人道璿等東渡日本。(704年)